# هونغ دو تانغ
هونغ دو تانغ أو حساء الفاصولياء الحمراء (بالصينية: 紅豆湯) هو حساء في المطبخ الصيني، وهو شائع في بر الصين الرئيسي، تايوان، هونغ كونغ ودول آسيوية أخرى.
يشير حساء الفاصولياء الحمراء إلى عدة أنواع من الحساء الآسيوي التقليدي المكونٌ من حبات فاصولياء الأزوكي أو اللوبيا المقرنة.
يعتبر حساء الفاصولياء الحمراء طبقاً مشهوراً في الصين ويسمى بـ (紅豆汤, pinyin: hóng dòu tāng) ويعرف بأنه أقل كثافةً من حساء الفاصولياء الحمراء الياباني والذي يسمى بـ أوشيروكو. يُصنف هذا الحساء من أنواع الحساء الحلوالمذاق ويسمى هذا الصنف من الحساء بـ «ماء السكر» في الصين. غالباً ما يتم تقديم الحساء بارداً أثناء فصل الصيف وساخناً أثناء فصل الشتاء. ويمكن تجميد ما تبقى منه وصنع (السكاكر المثلجة)، وهي حلوى مشهورة في آسيا.
يُصنع حساء الفاصولياء الحمراء في المطبخ الكانتوني من سكر النبات وقشر اليوسفي المجفف في الشمس مع حبوب اللوتس وغالباً يتم تقديمه كتحلية في المآدب وبعد الوجبات الرئيسية. وقد يضاف إلى الحساء بعض المكونات مثل: الساغو أو التابيوكا أو حليب جوز الهند أو كرات الأرز الدبق أو الأرز الأسود. ويمكن استخدام شرائح السكر الخام بدلاً من سكر النبات.

## طعام مماثل
يوجد في المطبخ الفيتنامي طبقٌ مشابه لحساء الفاصولياء الحمراء التقليدي يُسمى بـ «تشي داو دو» ويحتوي على حليب جوز الهند والسكر ويُقدّم بارداً.